# Sketches of Frank Gehry
Sketches of Frank Gehry és un documental dirigit per Sydney Pollack, estrenada el 2006.

## Argument
Llargmetratge sobre Frank O. Gehry, arquitecte californià autor, entre d'altres, del Museu Guggenheim (Bilbao).

## Repartiment
- Frank O. Gehry - ell mateix
- Michael Eisner - ell mateix
- Bob Geldof - ell mateix
- Dennis Hopper - ell mateix
- Sydney Pollack - ell mateix
- Julian Schnabel - ell mateix
- Ed Ruscha - ell mateix
- Philip Johnson - ell mateix
- Barry Diller - ell mateix
- Michael Ovitz - ell mateix
- Milton Wexler - ell mateix
- Esa-Pekka Salonen – ell mateix
- Chuck Arnoldi - ell mateix
- Peter Lewis - ell mateix
- Mildred Friedman – ella mateixa
- Herbert Muschamp - ell mateix
- Hal Foster - ell mateix
- Charles Jencks - ell mateix
- Norman Rosenthal - ell mateix
- Thomas Krens - ell mateix
- Rolf Fehlbaum - ell mateix

## Premis
- Sélection Cannes Classics al Festival de Cannes 2006